# Aa lorentzii
Aa lorentzii je vrsta orhideje (porodica kaćunovke, Orchidaceae) iz reda šparogolike. Prvi put je opisana 1920. godine. Argentinski je endem.